# 迭戈·科隆巴里
迭戈·科隆巴里（義大利語：Diego Colombari，1982年3月29日—），意大利男子自行车运动员。他曾代表意大利参加2020年夏季残疾人奥林匹克运动会自行车比赛，获得公路自行车混合团体接力H1-5级金牌。